# Idioma me'en
El  me'en (también mekan, mie'en', mieken, meqan o men) es una lengua nilo-sahariana del grupo súrmico, hablada en el sureste de Etiopía, por los me'en. Recientemente ha sido usada en escrito adaptado el alfabeto ge'ez, aunque en 2007 se adaptó el alfabeto latino. Las variantes dialectales incluyen el bodi (podi) y el tishena (teshina, teshenna).

## Descripción lingüística
El me'en es la única lengua súrmica que posee consonantes eyectivas.
Existen algunas descripciones razonables de parte de su gramática editadas por el lingüista Hans-Georg Will, aunque el trabajo de Conti Rossini menos confiable, al tratarse de un esfuerzo de un no-lingüista.